# Белсько
Белсько (словен. Belsko) — поселення в общині Постойна, Регіон Нотрансько-крашка, Словенія. Висота над рівнем моря: 517,8 м.